# Mirto (esposa de Sócrates)

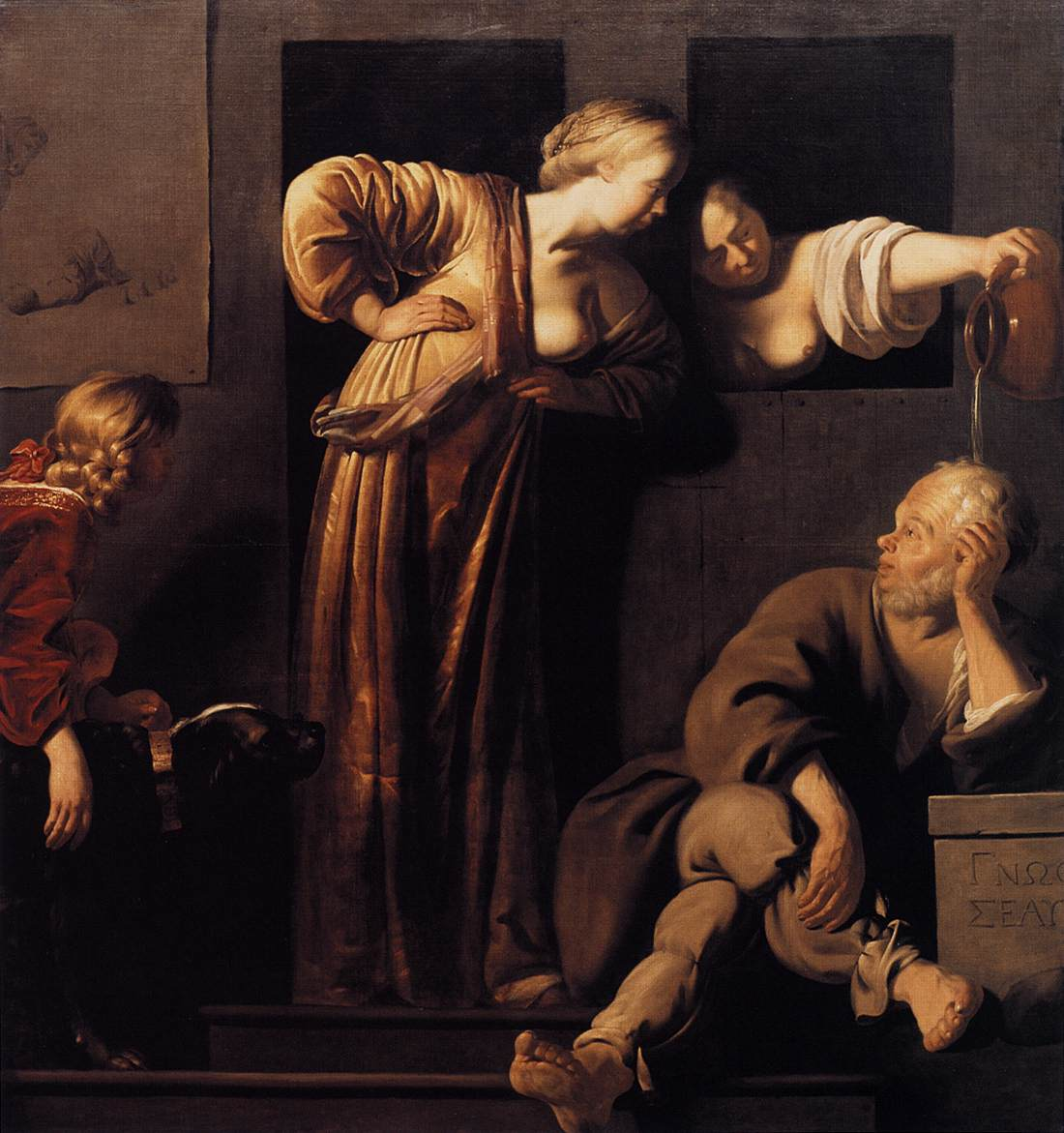
Sócrates e suas duas esposas. Pintura por Reyer van Blommendael

Mirto (em grego:  Μυρτώ, Myrtó; fl. século V a. C.) era, segundo alguns relatos, uma esposa de Sócrates. 

## Relatos
A fonte original para a alegação de que ela era a esposa de Sócrates parece ter sido um trabalho de Aristóteles chamado Sobre Ser Bem-Nascido, embora Plutarco expresse dúvidas de que o trabalho seja genuíno. Ela era aparentemente a filha, ou, mais provavelmente, a neta de Aristides. Aristóteles e seu discípulo Aristóxenes relatam que Sócrates teve seus dois primeiros filhos, Sofronisco e Menexêno, com Mirto. Armand D'Angour traz que ela seria filha de Lisímaco, um amigo próximo do pai de Sócrates que habitava no mesmo vilarejo deles, o demo Alopece, e que provavelmente Sócrates teria conhecido Mirto na infância; ele argumenta que Mirto teria sido a primeira esposa de Sócrates, antes de Xântipe, que ela era financeiramente "bem nascida" e que a sua omissão por Xenofonte e Platão evidenciaria que, por estes serem jovens e terem conhecido Sócrates em idade avançada, não a teriam sequer conhecido e presenciado o relacionamento, além de que Platão teria alterado dados biográficos para transmitir uma versão mais receptiva da imagem de Sócrates.
Alguns acusaram Sócrates de bigamia. Plutarco posteriormente descreve Mirto como meramente vivendo "junto com o sábio Sócrates, que teve outra mulher, mas acolheu-a devido à sua pobreza e que carecia das necessidades da vida". Embora Diógenes Laércio descreva Mirto como a segunda esposa de Sócrates morando ao lado de Xântipe, Mirto poderia ser também, segundo essa versão, presumivelmente uma esposa de direito comum, e Ateneu e Diógenes Laércio relatam que Jerônimo de Rodes tentou confirmar a história apontando um decreto temporário que os atenienses aprovaram:
Pois eles dizem que os atenienses não tinham homens e, desejando aumentar a população, aprovaram um decreto que permitia que um cidadão se casasse com uma mulher ateniense e tivesse filhos com outra; e que Sócrates o fez de acordo. — Diógenes Laércio, ii. 26
Nem Platão nem Xenofonte mencionam Mirto, e nem todo mundo acreditava na história: de acordo com Ateneu, Panécio "refutava aqueles que falam sobre as esposas de Sócrates".